# Galcerán de Requesens y Joan de Soler
Galcerán de Requesens y Joan de Soler (ca. 1439-Barcelona, 8 de septiembre de 1505) fue un político y militar al servicio del Reino de Nápoles, de la Corona de Aragón y de la Corona de Castilla, perteneciente a la nobleza catalana. Destacado comandante naval, durante la última etapa de su vida se desempeñó como almirante de los Reyes Católicos y Gonzalo Fernández de Córdoba, el Gran Capitán.

## Origen
Doncel de Barcelona, primer conde de Palamós, además conde de Trivento, conde de Avellino (desde 1468 y confirmado en 1504) y barón de Calonge. Era hijo del también afamado Galcerán de Requesens y hermano de Luis de Requesens y Joan de Soler, ambos gobernadores de Cataluña, otras dos figuras ilustres de la historia de España. Además, varios descendiente han sido también figuras importantes de la historia de España.
Su madre fue Isabel Juan de Soler (Elisabet Joan Dessoler, o Isabel Joan de Soler, según las fuentes), señora de Andreu, Rosanes, Martorell y Molíns de Rei (c. 1405 – Barcelona, 1486). Tuvo doce hermanos (Onofre, Bernat, Berenguer, Carmesina, Violant, Isabel, Jerònima, Castellana, Juana, Dimes, Dionísia y Lluís). Accedió a la calidad de noble el 4 de abril de 1458, y asistió como tal a las Cortes de Barcelona de ese mismo año.

## Biografía

### Al servicio de Nápoles
Primero estuvo al servicio de Fernando I de Nápoles, como capitán de la armada. Como tal, en 1465, su escuadra de barcos consiguió bloquear la isla de Isquia, donde se había sublevado el conde de Isquia, Juan de Torrelles y López de Gurrea, que era partidario de Renato I de Nápoles, duque de Anjou (1409-1480) frente a su rival Juan II de Aragón (1398-1479), aliado de Fernando I de Nápoles, para obligarle a capitular. Tras la victoria, el rey Fernando I de Nápoles le agradeció personalmente sus servicios otorgándole en 1468 el condado de Avellino.
En 1471, con diez galeras, se unió a la flota veneciana por fustigar a los otomanos, donde junto con Pietro Mocenigo, dux de Venecia, atacó las islas de Rodas, Cos y Samos, localizadas en el archipiélago del Dodecaneso (Mar Egeo), en la actual Grecia.

### Al servicio de los Reyes Católicos
Ya bajo las órdenes directas de la Corona de Aragón, o sea, de Fernando II de Aragón y V de Castilla, llamado el Católico, combatió a los rebeldes de Arborea, provincia de Oristán (isla de Cerdeña), con los que firmó un tratado de paz.  Efectivamente, más tarde hizo de mediador entre el rey Fernando el Católico, el ya vencido Leonardo de Alagón (juez de Arborea) y el embajador napolitano en la Corona de Aragón.
Más tarde, ostentó el cargo de capitán general de la armada de los Reyes Católicos durante la campaña de Málaga contra el debilitado reino nazarí de Granada. En el año 1484, el Rey Católico le concedió los títulos de conde de Palamós y barón de Calonge. En 1494 hizo construir un nuevo muelle en Palamós completando así el que ya había desde mediados del siglo XV.
En 1495, conjuntamente con Gonzalo Fernández de Córdoba, comandó desde Cartagena y Almería una flota de 60 naves y 20 leños, con 6000 infantes y 700 jinetes. Su objetivo era desalojar a los partidarios del Rey Carlos VIII de Francia de las plazas de Nápoles y Sicilia que tienen ocupadas. Requesens se desempeñó distinguidamente, ahuyentando a la escasa flota francesa hasta Livorno y bloqueando el puerto de Gaeta con 16 naves de vela y galeras, y llegando unos meses más tarde hasta las puertas de la misma Roma para capturar al corsario francés de origen vizcaíno Menaldo Guerra.
Requesens falleció en 1505. Un año antes de su muerte, el Rey Católico le confirmó el título de conde de Avellino.

## Matrimonios y descendencia
Galceran de Requesens i Joan de Soler se casó dos veces:
- Primero con Elena Baucio y Ursino (hija del conde de Ugento y duque de Nardo, y de la condesa de Castro). Sin descendencia.
- En segundas nupcias casó con la noble castellana Beatriz Enríquez de Velasco, hija de Alfonso Enríquez de Guzmán (conde de Alba de Liste) y de Juana Pérez de Velasco, hija de los primeros condes de Haro.

A pesar de que tuvo varios hijos e hijas naturales, solo se le conocen dos legítimas de su segunda esposa:
- Isabel de Requesens y Enríquez (c. 1460-1534 o 1539), que sucedió a su padre con todos los títulos, y a su tío Luis como condesa de Palamós. Por matrimonio con su primo hermano Ramón Folch de Cardona y Requesens, también fue condesa de Oliveto, duquesa de Soma y baronesa de Bellpuig.
- María Requesens de Soler y Enríquez de Velasco, que casó con Antonio Folch de Cardona, vizconde de Cardona.